# Taras Mijálik
Taras Volodymyrovich Mikhalik (en ucraniano: Тарас Владимирович Михалик) (Lyubeshiv, Unión Soviética, 28 de octubre de 1983) es un futbolista ucraniano. Juega de defensa en el FC Volyn Lutsk de la Persha Liha de Ucrania.

## Biografía
Taras Mikhalik, que actúa de defensa central, empezó su carrera profesional en el CSKA de Kiev en 2001. En la temporada 2005-06 juega en el FC Zakarpattia Uzhhorod.
Al año siguiente ficha por su actual club, el Dinamo de Kiev. En su primer año el equipo realiza una gran temporada, conquistando el título de Liga y Copa.
Desde la temporada 2013-14 hasta la 2018-19 jugó en el FC Lokomotiv Moscú.

## Selección nacional
Ha sido internacional con la selección de fútbol de Ucrania en 32 ocasiones. Su debut con la camiseta nacional se produjo el 15 de agosto de 2006 en un partido contra Azerbaiyán (6-0).
Con las categorías inferiores quedó subcampeón de la Eurocopa sub-21 de 2006 (Ucrania perdió en la final contra los Países Bajos por tres goles a cero).

## Clubes
| Club                    | País    | Año       |
| ----------------------- | ------- | --------- |
| CSKA Kiev               | Ucrania | 2001-2005 |
| FC Zakarpattia Uzhhorod | Ucrania | 2005-2006 |
| FC Dinamo de Kiev       | Ucrania | 2006-2013 |
| FC Lokomotiv Moscú      | Rusia   | 2013-2019 |
| FC Volyn Lutsk          | Ucrania | 2019-     |

## Títulos
- 2 Liga de Ucrania (Dinamo de Kiev, 2007, 2008)
- 1 Copa de Ucrania (Dinamo de Kiev, 2007)
- 1 Supercopa de Ucrania (Dinamo de Kiev, 2007)
- 3 Copa de Rusia (Lokomotiv Moscú, 2015, 2017, 2019)
- 1 Liga Premier de Rusia (Lokomotiv Moscú, 2018)